# Tolga (Norwegen)
Tolga ist eine norwegische Kommune im Fylke Innlandet. Sie hat 1606 Einwohner (Stand: 1. Januar 2025). Verwaltungssitz ist der gleichnamige Ort Tolga.

## Geografie
Die Gemeinde liegt im Norden der Provinz Innlandet und grenzt an die Kommunen Os im Norden und Osten, Engerdal im Südosten, Rendalen im Süden sowie Tynset im Westen und Nordwesten. Im Zentrum von Tolga liegen im Tal Hodalen mehrere Seen. Aus Richtung Nordosten kommend durchfließt der Fluss Glomma die Gemeinde. An dessen Ufer liegt auch der Ort Tolga.
An der Grenze zu Os liegt der Bergrücken Håmmålsfjellet. Die höchste Erhebung ist der Elgspiggen mit einer Höhe von 1604,41 moh. im Südosten von Tolga. Die Gebiete im Nordwesten der Gemeinde sind Teil des Forollhogna-Nationalparks.

## Einwohner
Der Großteil der Einwohner lebt im Uferbereich der Glomma. Der restlichen Einwohner sind über die gesamte Gemeinde verteilt. Das Verwaltungszentrum Tolga ist der einzige sogenannte Tettsted, also die einzige Ansiedlung, die für statistische Zwecke als eine städtische Siedlung gewertet wird. Zum 1. Januar 2024 lebten dort 627 Einwohner.
Die Einwohner der Gemeinde werden Tolging genannt. Tolga hat wie viele andere Kommunen der Provinz Innlandet weder Nynorsk noch Bokmål als offizielle Sprachform, sondern ist in dieser Frage neutral.
| Jahr          | 1986 | 1990 | 1995 | 2000 | 2005 | 2010 | 2015 | 2020 | 2025 |
| ------------- | ---- | ---- | ---- | ---- | ---- | ---- | ---- | ---- | ---- |
| Einwohnerzahl | 1857 | 1898 | 1832 | 1812 | 1778 | 1671 | 1656 | 1562 | 1606 |

## Geschichte

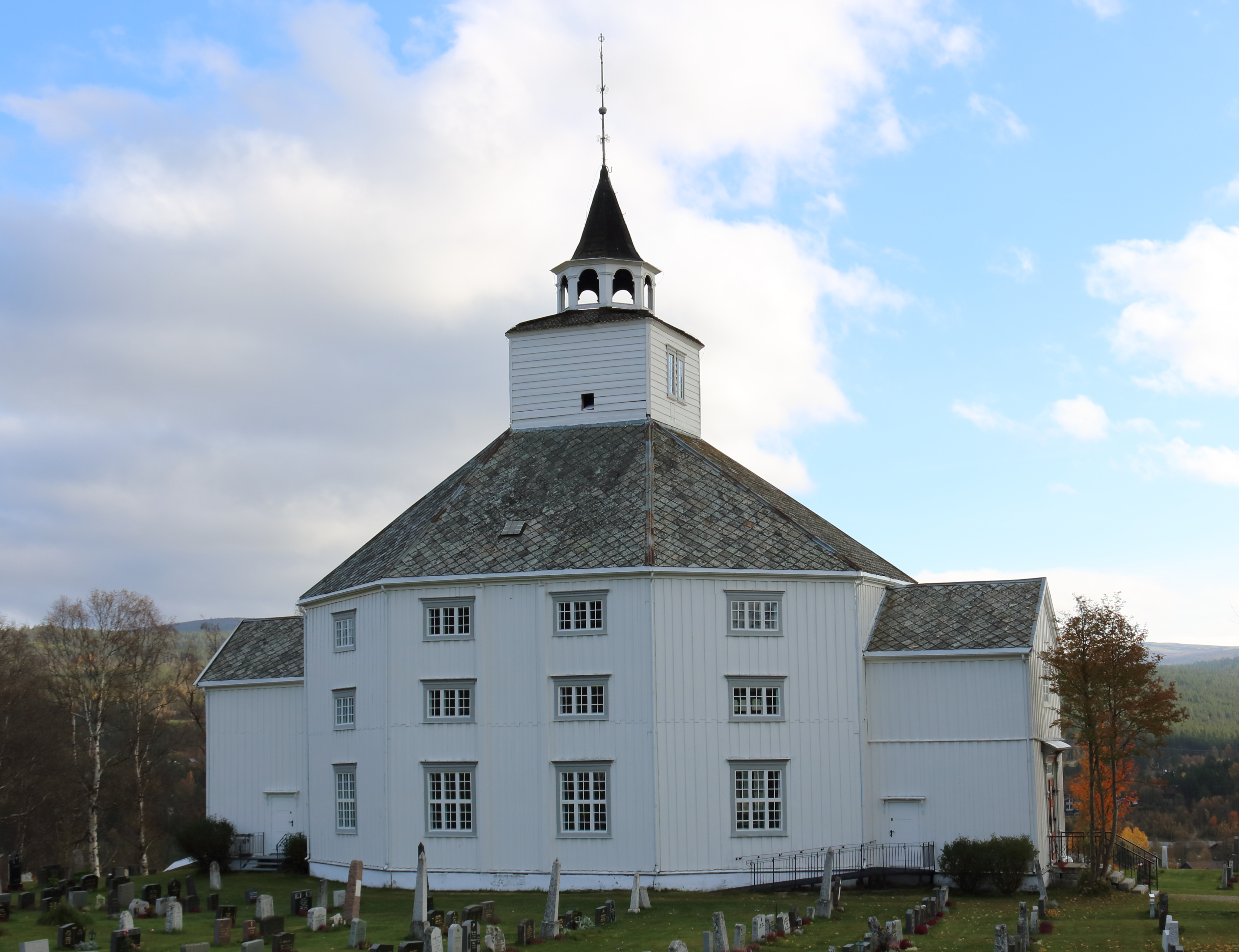
Tolga kirke

Im Jahr 1926 wurde die damalige Kommune Tolga in Os mit 1936 und Tolga mit 1917 Einwohnern aufgespalten. Zum 1. Januar 1966 wurden beide Gemeinden wieder zusammengelegt. Die neue Kommune erhielt den Namen Tolga-Os. Die erneute Trennung erfolgte am 1. Januar 1976, Tolga hatte zu diesem Zeitpunkt 1865 Einwohner. Für das Kupferwerk in Røros wurde in Tolga eine Zeit lang Kupfer geschmolzen. Bis heute ist teilweise die charakteristische Bebauung dieser Zeit erhalten geblieben. In der Gemeinde befinden sich zudem mehrere Kirchen. Die Tolga kirke ist eine Holzkirche aus dem Jahr 1840, die Hodalen kirke ist eine Holzkirche aus dem Jahr 1934, die Holøydalen kirke eine aus dem Jahr 1908 sowie die Vingelen kirke aus dem Jahr 1880.
Bis zum 31. Dezember 2019 gehörte Tolga der damaligen Provinz Hedmark an. Sie ging im Zuge der Regionalreform in Norwegen in die zum 1. Januar 2020 neu geschaffene Provinz Innlandet über.

## Wirtschaft und Infrastruktur

### Verkehr

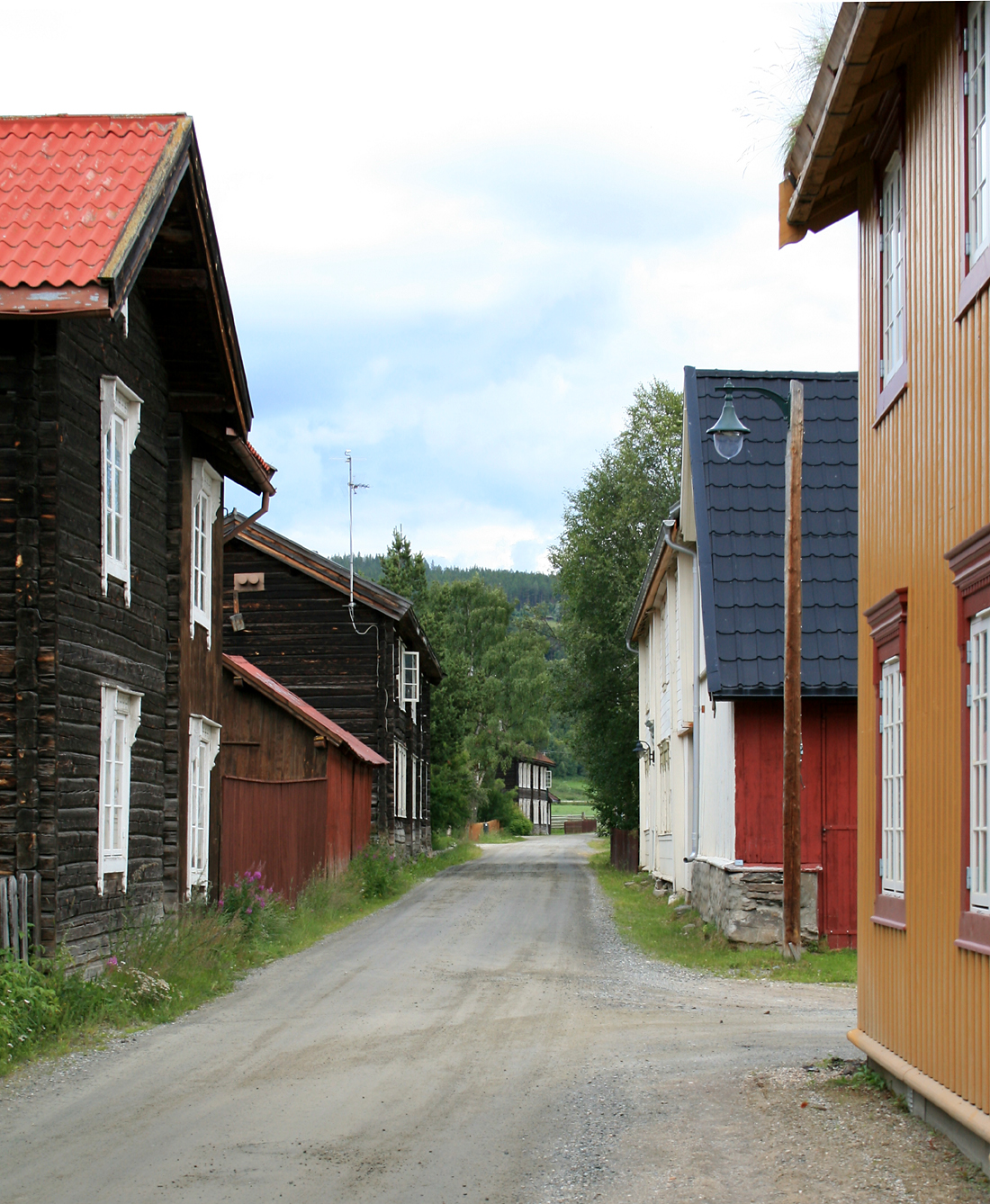
Straße in Tolga, 2007

Entlang der Glomma verlaufen die Schienen der Eisenbahnlinie Rørosbanen sowie die Straße Fylkesvei 30. Bei Tolga zweigt der Fylkesvei 26 ab, der durch das Tal Hodalen Richtung Südosten führt. Der Bahnhof in Tolga wurde im Jahr 1877 bei der Fertigstellung der Rørosbanen geöffnet.

### Wirtschaft
Die Landwirtschaft stellt einen wichtigen Wirtschaftszweig in der Kommune dar. Sie wird vor allem vom Grasanbau und der Tierhaltung dominiert. Es werden sowohl Rinder als auch Schafe gehalten. Im Bereich der industriellen Produktion spielt vor allem die Lebensmittelherstellung eine größere Rolle. Im Jahr 2019 arbeiteten von 790 Arbeitstätigen 400 in Tolga selbst, der Rest verteilte sich auf Kommunen wie Tynset, Røros und Os.

## Name und Wappen
Das seit 1989 offizielle Wappen der Kommune zeigt eine goldene Glocke auf rotem Hintergrund. Sie soll die Glocke einer ehemaligen Schmelzhütte darstellen. Der Ursprung des Gemeindenamens ist ungewiss, zunächst war er der Name eines Flusses in der Region. Als mögliche Herkunft gelten die Wörter „toll“, also „(junge) Kiefer“, und das Verb „talga“. Dieses steht für „zuschneiden“.

## Persönlichkeiten
- Arnljot Eggen (1923–2009), Schriftsteller
- Olav Jordet (* 1939), Biathlet
- Hans Hulbækmo (* 1989), Jazzmusiker